# Bridel
Bridel (en luxemburguès: Briddel)) és una vila centre administratiu de la comuna de Kopstal del districte de Luxemburg al cantó de Capellen. Abans de l'1 de juliol de 1853, Bridel formava part del municipi de Steinsel. Està a uns 6,2 km de distància de la Ciutat de Luxemburg.